# لانس فاولر
لانس فاولر (بالإنجليزية: Lance Fuller)‏ هو ممثل أمريكي، ولد في 6 ديسمبر 1928 في الولايات المتحدة، وتوفي في 22 ديسمبر 2001 بلوس أنجلوس في الولايات المتحدة.

## أعمال

### أفلام
- (1974) أطول يارد[1]

## وصلات خارجية
- لانس فاولر على موقع IMDb (الإنجليزية)
- لانس فاولر على موقع أول موفي (الإنجليزية)
- لانس فاولر على موقع قاعدة بيانات الأفلام السويدية (السويدية)
- لانس فاولر على موقع قاعدة بيانات الفيلم (الإنجليزية)